# Santiago Botero
Santiago Botero Echeverry (Medellín, 1972. október 27. –) kolumbiai országúti kerékpáros, jelenleg az Indeportes Antioquia versenyzője.
Karrierje nagy részében a Kelme csapatánál versenyzett, egészen 2003-ig, ekkor a Team Columbia–HTC-hez (akkor Team Telekom) csatlakozott. 2004-ben a Phonak szerződtette, itt egészen 2008-ig versenyzett. 2008-ban az amerikai Rock Racing versenyzője volt, 2009-ben a kolumbiai Indeportes Antioquia csapatának tagja. Jelenleg Kolumbiában és Madridban lakik párhuzamosan.[forrás?]
Karrierje legnagyobb sikere az időfutam-világbajnokság megnyerése 2002-ből. Ekkor nyolc másodperccel előzte meg a második Michael Richet. A 2001-es vb-n harmadik lett. 2000-ben, a Tour de France-on a legjobb hegyi menő lett. 2005-ben megnyerte a Tour de Romandie-t, 33 másodperccel a jóval esélyesebb olasz Damiano Cunego előtt. Ugyanebben az évben, a Critérium du Dauphiné Libéré versenyen megnyerte az időfutamot (Levi Leipheimer és Lance Armstrong előtt), csakúgy mint a hatodik, hegyi szakaszt, amellyel a második helyre lépett előre.

## Főbb sikerek
- Időfutam-világbajnokság – győztes
- Időfutam-világbajnokság – harmadik

Tour de France
- 2000: 1 szakaszgyőzelem, hegyi verseny győztese, összesítésben hetedik
- 2001: nyolcadik
- 2002: negyedik, két szakaszgyőzelem

Egyéb
- Tour of Romandie (2005): győztes
- Critérium du Dauphiné Libéré (2005): második, két szakaszgyőzelem
- Volta a Catalunya: (2006): második
- Vuelta a Colombia (2007): győztes
- Redlands Bicycle Classic (2008): győztes
- 2007-eskolumbiai időfutam-bajnok
- 2009-es kolumbiai időfutam-bajnok

## Fuentes-botrány
2006-ban nem sokkal a Tour előtt ő is belekeveredett a rengeteg versenyzőt érintő Fuentes-botrányba. Végül nem büntették meg, a kolumbiai szövetség tisztázta őt. Ezután továbbra is indult versenyeken, a Vuelta a Colombián győzelmet, a világbajnokságon érmet várt magától. A Vueltán sikerült is teljesíteni a kitűzött célt, megnyerte a viadalt.